# Světový pohár v biatlonu 1980/1981
Světový pohár v biatlonu 1980/81 byla řada závodů biatlonu, kterou zorganizovala Mezinárodní unie moderního pětiboje (Union Internationale de Pentathlon Moderne – UIPM). Sezóna začala 15. ledna 1981 v československém Jáchymově a skončila 5. dubna 1981 ve švédském Hedenäsetu. Jednalo se o čtvrtou sezónu Světového poháru v biatlonu a závodit směli pouze muži.
Vítězem svétového poháru se stal závodník z NDR Frank Ullrich.

## Kalendář
| Místo konání       | Datum                | Vytrvalostní z. | Sprint | Štafeta |
| ------------------ | -------------------- | --------------- | ------ | ------- |
| Jáchymov           | 15. – 17. ledna      | ●               | ●      | ●       |
| Antholz-Anterselva | 22. – 25. ledna      | ●               | ●      | ●       |
| Ruhpolding         | 28. ledna – 1. února | ●               | ●      | ●       |
| Lahti              | 12. – 15. února      | ●               | ●      | ●       |
| Hedenäset          | 2. – 5. dubna        | ●               | ●      | ●       |
| Celkem             | Celkem               | 5               | 5      | 5       |

* Štafety technicky nebyly součástí světového poháru, neboť se jejich výsledky nezapočítavaly do hodnocení žádné z disciplín.

## Podiové výsledky
| 1. zastávka SP v Jáchymově, 15. – 17. ledna 1981 | 1. zastávka SP v Jáchymově, 15. – 17. ledna 1981 | 1. zastávka SP v Jáchymově, 15. – 17. ledna 1981 | 1. zastávka SP v Jáchymově, 15. – 17. ledna 1981 | 1. zastávka SP v Jáchymově, 15. – 17. ledna 1981 |
| ------------------------------------------------ | ------------------------------------------------ | ------------------------------------------------ | ------------------------------------------------ | ------------------------------------------------ |
| Datum                                            | Disciplína                                       | První místo                                      | Druhé místo                                      | Třetí místo                                      |
| 15. ledna 1981                                   | Vytrvalostní závod (20 km)                       | Terje Krokstad                                   | Viktor Ciunel                                    | Jaromír Šimůnek                                  |
| 17. ledna 1981                                   | Sprint (10 km)                                   | Kjell Sobak                                      | Viktor Avdějev                                   | Hans Ahman                                       |

| 2. zastávka SP v Antholzu-Anterselvě, 22. – 25. ledna 1981 | 2. zastávka SP v Antholzu-Anterselvě, 22. – 25. ledna 1981 | 2. zastávka SP v Antholzu-Anterselvě, 22. – 25. ledna 1981 | 2. zastávka SP v Antholzu-Anterselvě, 22. – 25. ledna 1981 | 2. zastávka SP v Antholzu-Anterselvě, 22. – 25. ledna 1981 |
| ---------------------------------------------------------- | ---------------------------------------------------------- | ---------------------------------------------------------- | ---------------------------------------------------------- | ---------------------------------------------------------- |
| Datum                                                      | Disciplína                                                 | První místo                                                | Druhé místo                                                | Třetí místo                                                |
| 22. ledna 1981                                             | Vytrvalostní závod (20 km)                                 | Eirik Kvalfoss                                             | Toivo Mäkikyrö                                             | Anatolij Aljabjev                                          |
| 24. ledna 1981                                             | Sprint (10 km)                                             | Anatolij Aljabjev                                          | Pjotr Miloradov                                            | Bernd Hellmich                                             |

| 3. zastávka SP v Ruhpoldingu, 28. ledna – 1. února 1981 | 3. zastávka SP v Ruhpoldingu, 28. ledna – 1. února 1981 | 3. zastávka SP v Ruhpoldingu, 28. ledna – 1. února 1981 | 3. zastávka SP v Ruhpoldingu, 28. ledna – 1. února 1981 | 3. zastávka SP v Ruhpoldingu, 28. ledna – 1. února 1981 |
| ------------------------------------------------------- | ------------------------------------------------------- | ------------------------------------------------------- | ------------------------------------------------------- | ------------------------------------------------------- |
| Datum                                                   | Disciplína                                              | První místo                                             | Druhé místo                                             | Třetí místo                                             |
| 28. ledna 1981                                          | Vytrvalostní závod (20 km)                              | Vladimir Alikin                                         | Frank Ullrich                                           | Anatolij Aljabjev                                       |
| 31. ledna 1981                                          | Sprint (10 km)                                          | Frank Ullrich                                           | Peter Angerer                                           | Eirik Kvalfoss                                          |

| Mistrovství světa v biatlonu 1981 v Lahti, 12. – 15. února 1981 | Mistrovství světa v biatlonu 1981 v Lahti, 12. – 15. února 1981 | Mistrovství světa v biatlonu 1981 v Lahti, 12. – 15. února 1981 | Mistrovství světa v biatlonu 1981 v Lahti, 12. – 15. února 1981 | Mistrovství světa v biatlonu 1981 v Lahti, 12. – 15. února 1981 |
| --------------------------------------------------------------- | --------------------------------------------------------------- | --------------------------------------------------------------- | --------------------------------------------------------------- | --------------------------------------------------------------- |
| Datum                                                           | Disciplína                                                      | První místo                                                     | Druhé místo                                                     | Třetí místo                                                     |
| 12. února 1981                                                  | Vytrvalostní závod (20 km)                                      | Heikki Ikola                                                    | Frank Ullrich                                                   | Erkki Antila                                                    |
| 14. února 1981                                                  | Sprint (10 km)                                                  | Frank Ullrich                                                   | Erkki Antila                                                    | Yvon Mougel                                                     |

| 5. zastávka SP v Hedenäsetu, 2. – 5. dubna 1981 | 5. zastávka SP v Hedenäsetu, 2. – 5. dubna 1981 | 5. zastávka SP v Hedenäsetu, 2. – 5. dubna 1981 | 5. zastávka SP v Hedenäsetu, 2. – 5. dubna 1981 | 5. zastávka SP v Hedenäsetu, 2. – 5. dubna 1981 |
| ----------------------------------------------- | ----------------------------------------------- | ----------------------------------------------- | ----------------------------------------------- | ----------------------------------------------- |
| Datum                                           | Disciplína                                      | První místo                                     | Druhé místo                                     | Třetí místo                                     |
| 2. dubna 1981                                   | Vytrvalostní závod (20 km)                      | Fritz Fischer                                   | Peter Angerer                                   | Franz Bernreiter                                |
| 7. dubna 1979                                   | Sprint (10 km)                                  | Eirik Kvalfoss                                  | Peter Angerer                                   | Fritz Fischer                                   |

## Konečná klasifikace
| Pozice | Jméno             | Body | Počet vítězství |
| ------ | ----------------- | ---- | --------------- |
| 01     | Frank Ullrich     | 140  | 2               |
| 02     | Anatolij Aljabjev | 130  | 1               |
| 03     | Kjell Sobak       | 128  | 1               |
| 04     | Eirik Kvalfoss    | 120  | 2               |
| 05     | Peter Angerer     | 117  | 0               |
| 06     | Mathias Jung      | 114  | 0               |
| 07     | Terje Krokstad    | 103  | 1               |
| 08     | Matthias Jacob    | 103  | 0               |
| 09     | Eberhard Rösch    | 98   | 0               |
| 10     | Erkki Antila      | 90   | 0               |